# シーラ・アレン
シーラ・アレン（Sheila Allen、1932年10月22日 - 2011年10月13日）は、イギリスの女優。

## 出演作品
- ハリー・ポッターと炎のゴブレット（魔法省の魔法使い）
- ラブ・アクチュアリー
- 嵐の中で輝いて